# Palazzo Civran

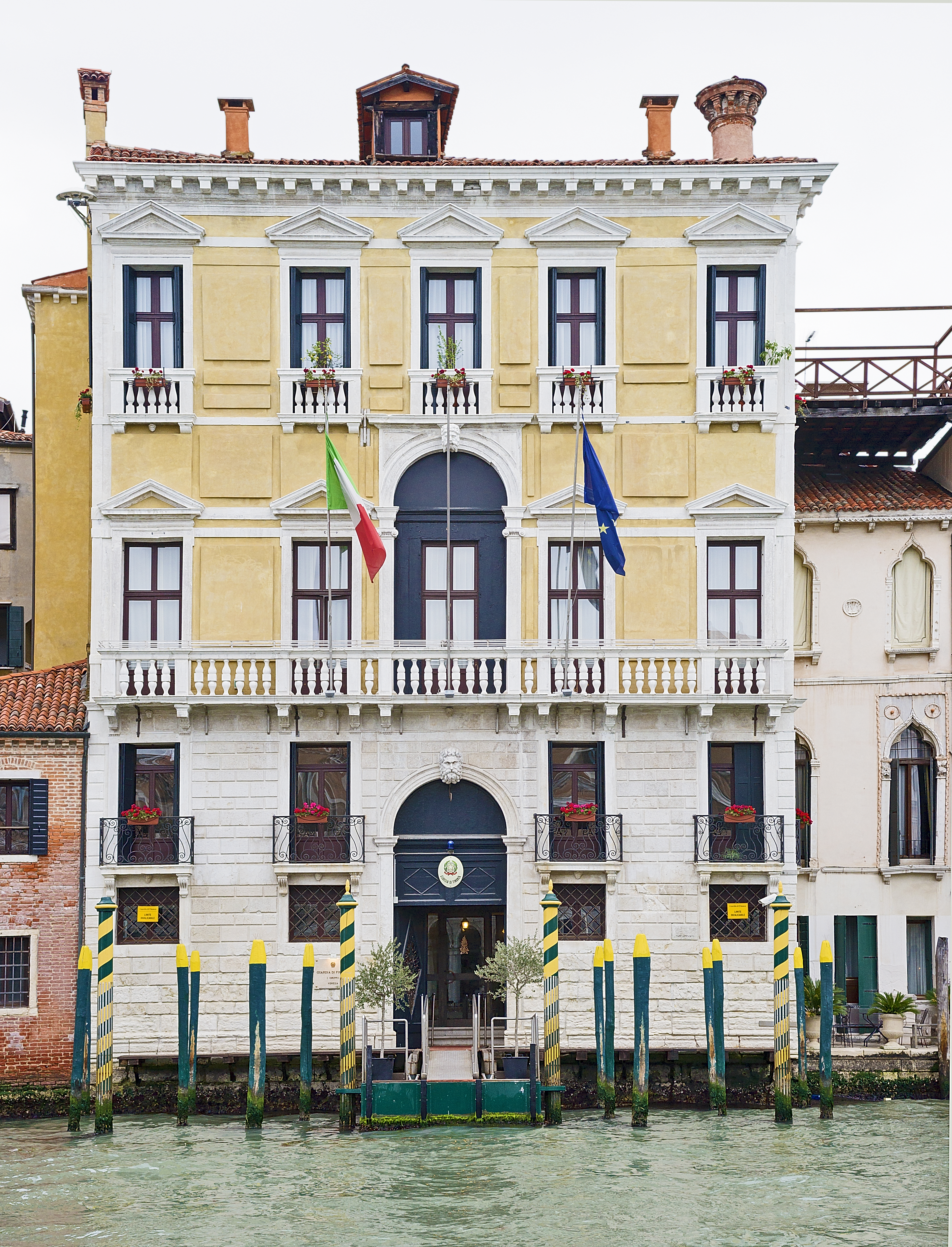
Palazzo Civran

Palazzo Civran ist ein Palast in Venedig in der italienischen Region Venetien. Er liegt im Sestiere Cannaregio auf der linken Seite des Canal Grande, kurz vor dem Fontego dei Tedeschi, zwischen dem Campiello del Remer und der Casa Perducci.

## Geschichte
Der Familie Civran gehörte das Anwesen dieses Palastes ab dem Ende des 14. Jahrhunderts. Der Palast zeigt durch die Umbauten über die Jahre verschiedene Baustile. Heute gehört der Palazzo Civran der Republik Italien und wird von der Guardia di Finanza genutzt, was man schon an den Farben der Paline (Anlegepontons) sieht.

## Beschreibung
Der Palast wurde im 14. Jahrhundert erbaut, aber seine heutige Form resultiert aus der letzten großen Restaurierung in der ersten Hälfte des 17. Jahrhunderts, in der der Palazzo den Baustil der Spätrenaissance angenommen hat. Das Erdgeschoss ist aus Bossenwerk mit einem Portal zum Wasser in der Mitte, dessen Rundbogen einen Schlussstein in Form eines menschlichen Kopfes hat. Das Mezzaningeschoss hat vier Fensteröffnungen, die ungewöhnlich weit oben sitzen und mit Metallgeländern versehen sind.
Das Hauptgeschoss zeigt ein einzelnes Fenster in der Mitte, das dem Portal zum Wasser in der Form ähnelt, flankiert von zwei Paaren einzelner Fenster, alle vereint hinter einem Balkon. Im zweiten Obergeschoss von geringerer Höhe als das erste gibt es fünf gleiche Einzelfenster in denselben Linien wie die des ersten Obergeschosses, versehen mit Einzelbalkonen. Alle Fenster im ersten und zweiten Obergeschoss – mit Ausnahme des mittleren im ersten Stock – sind von dreieckigen Tympana gekrönt.